# USS Stembel (DD-644)
USS Stembel (DD-644) là một tàu khu trục lớp Fletcher được Hải quân Hoa Kỳ chế tạo trong Chiến tranh Thế giới thứ hai. Nó là chiếc tàu chiến duy nhất của Hải quân Mỹ được đặt theo tên Chuẩn đô đốc Roger N. Stembel (1810-1900), người tham gia cuộc Nội chiến Hoa Kỳ. Nó hoạt động cho đến hết Thế Chiến II, được cho xuất biên chế năm 1946, nhưng được tái biên chế trở lại năm 1951 để hoạt động trong Chiến tranh Triều Tiên, và tiếp tục phục vụ cho đến năm 1958. Con tàu được chuyển cho Argentina và hoạt động như là chiếc ARA Rosales (D-22) cho đến khi bị tháo dỡ năm 1982. Stembel được tặng thưởng chín Ngôi sao Chiến trận do thành tích phục vụ trong Thế Chiến II, và thêm ba Ngôi sao Chiến trận khác khi hoạt động tại Triều Tiên.

## Thiết kế và chế tạo
Stembel được đặt lườn tại xưởng tàu của hãng Bath Iron Works ở Bath Maine vào ngày 21 tháng 12 năm 1942. Nó được hạ thủy vào ngày 8 tháng 5 năm 1943; được đỡ đầu bởi cô Mary G. Helfenstein; và nhập biên chế vào ngày 16 tháng 7 năm 1943 dưới quyền chỉ huy của Hạm trưởng, Trung tá Hải quân T. H. Tonseth.

## Lịch sử hoạt động

### 1943
Stembel tiến hành chạy thử máy huấn luyện ngoài khơi Casco Bay, Maine và tại khu vực Bermuda từ ngày 11 đến ngày 25 tháng 8 năm 1943. Sau khi được sửa chữa sau thử máy, nó khởi hành vào ngày 2 tháng 10, đi ngang qua Norfolk, Virginia để đến San Juan, Puerto Rico. Tại đây, nó được phân vào một đội tàu chiến lên đường đi sang Maroc vào ngày 8 tháng 10, đi đến Casablanca vào ngày 15 tháng 10. Ba ngày sau, nó bắt đầu một hành trình dài để đi sang khu vực quần đảo Hawaii ngang qua Trinidad, kênh đào Panama và San Diego, California. Nó đi đến Trân Châu Cảng vào ngày 11 tháng 11, và được đại tu trong tháng 12.

### 1944
Stembel khởi hành từ Trân Châu Cảng vào ngày 16 tháng 1 năm 1944 cùng Lực lượng Đặc nhiệm 58, lực lượng đặc nhiệm tàu sân bay nhanh trực thuộc Đệ Ngũ hạm đội, để hỗ trợ các cuộc không kích tại quần đảo Marshall bắt đầu từ ngày 29 tháng 1. Trong các ngày 17 và 18 tháng 2, máy bay từ các tàu sân bay đã không kích xuống Truk, căn cứ chủ lực của Hải quân Nhật Bản tại khu vực quần đảo Caroline, trước khi lực lượng quay trở về Trân Châu Cảng. Vào ngày 10 tháng 3, Stembel lên đường đi sang khu vực Tây Nam Thái Bình Dương, gia nhập một đoàn tàu vận tải gồm các tàu đổ bộ LST tại khu vực quần đảo Solomon để hộ tống chúng đi Aitape thuộc New Guinea. Nó đã bắn phá các khu vực đổ bộ tại đây trước cuộc đổ bộ vào ngày 22 tháng 4, rồi hỗ trợ chho binh lính trên bờ cho đến ngày 25 tháng 4, hộ tống các tàu LST rỗng đi đến mũi Sudest rồi quay trở lại Aitape cùng một đoàn tàu tiếp liệu.
Sang tháng 5, Stembel lại được phối thuộc cùng Đệ Ngũ hạm đội, và được đặt làm soái hạm Chi hạm đội LST 16 để tham gia cuộc đổ bộ lên Guam. Chi hạm đội khởi hành từ Eniwetok vào ngày 15 tháng 7, và có mặt ngoài khơi bãi Asan vào sáng sớm ngày 21 tháng 7. Chiếc tàu khu trục đã bắn phá bờ biển cho đến khi đợt đổ bộ đầu tiên lên bờ, rồi hoạt động như tàu liên lạc và kiểm soát lưu thông các tàu đổ bộ. Nó ở lại ngoài khơi Asan cho đến ngày 1 tháng 8, khi nó lên đường quay trở về quần đảo Hawaii.
Stembel về đến Trân Châu Cảng vào ngày 11 tháng 8, được bảo trì và tiến hành thực tập đổ bộ. Nó lên đường cùng Đội đặc nhiệm 33.7 (Đội "Able") trực thuộc Đệ Tam hạm đội, để đi Manus ngang qua Eniwetok. Đội đặc nhiệm đi đến cảng Seeadler vào ngày 4 tháng 10, thực hiện những việc chuẩn bị sau cùng cho công cuộc tái chiếm quần đảo Philippine. Nó lên đường vào ngày 11 tháng 10 và tiến vào vịnh Leyte vào ngày 19 tháng 10. Sáng hôm sau, nó có mặt cách 4.000 yd (3.700 m) ngoài khơi các bãi đổ bộ tại Dulag, Leyte, bảo vệ cho các tàu đổ bộ và tàu nhỏ chống lại máy bay và tàu ngầm đối phương.
Stembel khởi hành đi New Guinea vào ngày 25 tháng 10 cùng các tàu vận chuyển rỗng, rồi quay trở lại Leyte cùng một đoàn tàu vận tải tiếp liệu vào ngày 18 tháng 11. Nó sau đó đi đến Manus để gia nhập cùng các tàu sân bay hộ tống thuộc Lực lượng Đặc nhiệm 77, và lên đường đi quần đảo Palau. Vào ngày 10 tháng 12, nó khởi hành cùng Đội đặc nhiệm 77.12 để đi đến phía Tây Philippines, tiến vào biển Sulu vào ngày 13 tháng 12, làm nhiệm vụ bảo vệ phòng không và bắn pháo hỗ trợ cho cuộc đổ bộ lên Mindoro cho đến khi lên đường đi vịnh Leyte vào ngày 26 tháng 12.

### 1945

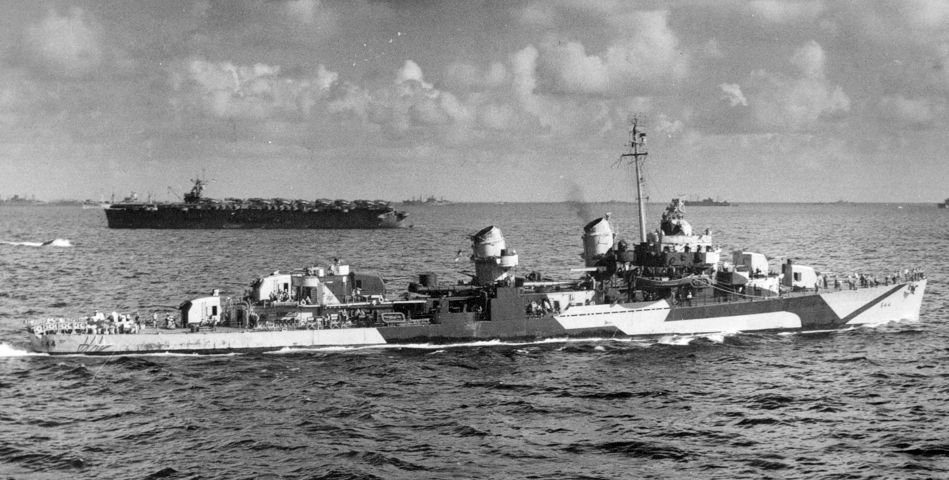
USS Stembel (DD-644) trong Thế Chiến II, khoảng năm 1944.

Stembel khởi hành từ vịnh San Pedro vào ngày 4 tháng 1 năm 1945 trong thành phần lực lượng tấn công Lingayen. Sang ngày hôm sau, nó tham gia một đội tàu sân bay hộ tống. Vào ngày 8 tháng 1, đội đặc nhiệm bị máy bay cảm tử Kamikaze tấn công, và tàu sân bay hộ tống Kitkun Bay (CVE-71) bị một chiếc đâm trúng, làm thủng một lổ hổng bên dưới mực nước. Chiếc tàu khu trục đã cặp bên mạn và giúp di tản hơn 360 người khỏi chiếc tàu sân bay bị hư hại; những người này quay trở lại Kitkun Bay vào ngày hôm sau, khi con tàu có thể di chuyển được bằng chính động lực của mình. Stembel bắt đầu tuần tra lối ra vào vịnh Lingayen, và đến ngày 11 tháng 1 nó cùng bốn tàu khu trục khác được lệnh càn quét tiêu diệt tàu bè đối phương trong cảng San Fernando. Sau khi phá hủy một tàu kéo 50-foot, một tàu dầu nhỏ và làm hư hại một tàu chở hàng, nó rút lui để bắn phá thị trấn Rosario vào ngày hôm sau.
Stembel lên đường đi vịnh San Pedro vào ngày 21 tháng 1, rồi tiếp tục đi đến Ulithi. Nó khởi hành từ đây vào ngày 10 tháng 2 trong thành phần hộ tống Lực lượng Tấn công Đổ bộ cho cuộc chiếm đóng quần đảo Volcano. Sau khi tập trung lực lượng tại Saipan, nó đi đến ngoài khơi Iwo Jima vào ngày 16 tháng 2, bắt đầu bảo vệ cho các tàu quét mìn, bắn phá quấy rối ban đêm, bắn phá các bãi đổ bộ khi lực lượng đổ bộ lên bờ, rồi tiếp tục hỗ trợ hỏa lực theo yêu cầu cho đến ngày 7 tháng 3. Sau khi đi đến Ulithi để sửa chữa, nó gia nhập cùng các tàu sân bay nhanh và lên đường vào ngày 14 tháng 3, đi đến khu vực phía Đông đảo Kyūshū, Nhật Bản. Các cuộc không kích nhắm vào đảo này được tung ra vào ngày 18 tháng 3, và sang ngày 19 tháng 3, xuống các sân bay tại Kyūshū cũng như tàu bè tại Kure và Kobe, Honshū. Chiếc tàu khu trục đã giải cứu hai phi công bị bắn rơi từ tàu sân bay Wasp (CV-18) vào ngày 18 tháng 3, và bắn rơi một máy bay đối phương vào ngày hôm sau.
Stembel giải cứu một phi công bị bắn rơi từ tàu sân bay Hancock (CV-19) vào ngày 26 tháng 3, rồi thêm một người nữa ba ngày sau đó. Đội đặc nhiệm của nó hoạt động ở khoảng cách 60–100 dặm (100–160 km) về phía Đông Okinawa khi họ tung ra các cuộc không kích chuẩn bị xuống chuỗi hòn đảo này. Con tàu bị buộc phải rút lui về Ulithi vào ngày 11 tháng 4 để sửa chữa, rồi gia nhập lại cùng các tàu sân bay nhanh ngoài khơi Okinawa vào ngày 21 tháng 4. Tàu sân bay Bunker Hill (CV-17) bị đánh trúng và bị hư hại nặng vào sáng ngày 11 tháng 5, và Stembel đã tiếp cận để trợ giúp chữa cháy. Chiếc tàu khu trục lên đường đi vịnh San Pedro, Philippines cho một đợt đại tu vào ngày 27 tháng 5.
Stembel khởi hành từ vịnh San Pedro vào ngày 1 tháng 7 cùng Lực lượng Đặc nhiệm 38, và hoạt động cùng các tàu sân bay nhanh tại vùng biển nhà Nhật Bản cho đến ngày 1 tháng 9. Nó cùng các tàu nổi khác đã bắn phá Kamaishi, Honshū vào các ngày 14 tháng 7 và 9 tháng 8, và xuống các mục tiêu tại Hamamatsu, Honshū vào các ngày 29 và 30 tháng 7. Sau khi Nhật Bản đầu hàng, nó được cho tách ra vào ngày 1 tháng 9, để lên đường quay trở về Hoa Kỳ, về đến Port Angeles, Washington vào ngày 13 tháng 9. Nó được cho đại tu để chuẩn bị ngừng hoạt động tại Xưởng hải quân Puget Sound trong tháng 11, rồi đi đến San Diego. Stembel được cho xuất biên chế vào ngày 31 tháng 5 năm 1946 và được đưa về Hạm đội Dự bị Thái Bình Dương.

### 1951 - 1958
Stembel được cho nhập biên chế trở lại vào ngày 9 tháng 11 năm 1951, và sau khi được trang bị, chạy thử máy và huấn luyện, nó khởi hành từ San Diego vào ngày 21 tháng 6 năm 1952 để đi sang khu vực chiến sự của cuộc Chiến tranh Triều Tiên. Từ ngày 26 tháng 7 đến ngày 2 tháng 11, nó hoạt động cùng các tàu sân bay thuộc Lực lượng Đặc nhiệm 77 để hỗ trợ cho lực lượng Liên Hợp Quốc, phục vụ canh phòng máy bay cho tàu sân bay Boxer (CVA-21) và trợ giúp thiết giáp hạm Iowa (BB-61) trong việc bắn phá Kojo và Wonsan, cũng như tuần tra eo biển Đài Loan. Nó quay trở về San Diego vào ngày 5 tháng 1 năm 1953 và ở lại vùng bờ Tây cho đến ngày 16 tháng 5, khi nó lại được phái sang vùng biển Triều Tiên, nơi nó phục vụ cho đến ngày 8 tháng 12.
Stembel còn được bố trí sang khu vực Tây Thái Bình Dương trong bốn dịp khác: từ ngày 17 tháng 6 đến ngày 24 tháng 10 năm 1954; từ ngày 17 tháng 5 đến ngày 15 tháng 11 năm 1955; từ ngày 9 tháng 7 đến ngày 19 tháng 12 năm 1956; và từ ngày 8 tháng 7 đến ngày 22 tháng 12 năm 1957. Vào ngày 3 tháng 2 năm 1958, con tàu trình diện tại Long Beach, California để chuẩn bị ngừng hoạt động; và Stembel lại được cho xuất biên chế vào ngày 27 tháng 5 năm 1958 và đưa về Hạm đội Dự bị Thái Bình Dương.

### ARARosales(D-22)

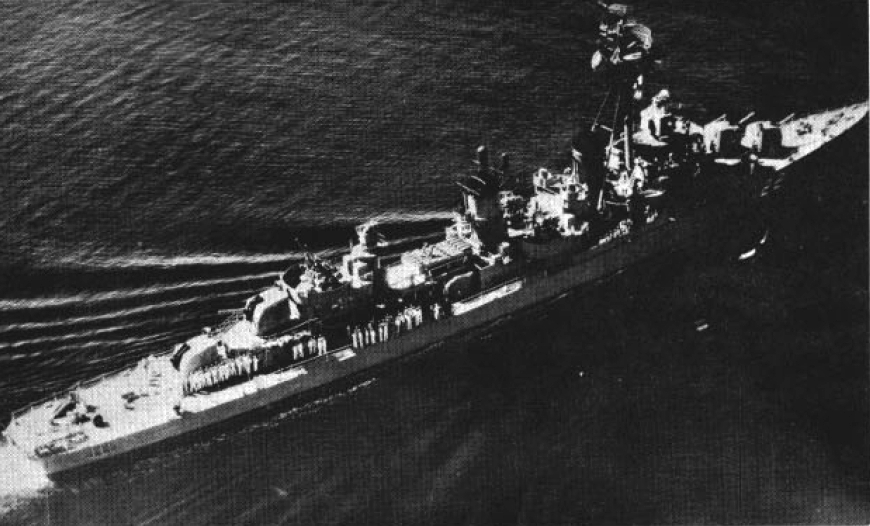
Tàu khu trục ARA Rosales (D-22), 1962.

Chiếc tàu khu trục được chuyển cho chính phủ Argentina mượn vào ngày 7 tháng 8 năm 1961 trong Chương trình Viện trợ Quân sự, và phục vụ cùng Hải quân Argentine như là chiếc ARA Rosales (D-22). Tên của Stembel được rút khỏi danh sách Đăng bạ Hải quân Hoa Kỳ vào ngày 1 tháng 9 năm 1975; và Rosales ngừng hoạt động và bị tháo dỡ vào năm 1982.

## Phần thưởng
Stembel được tặng thưởng chín Ngôi sao Chiến trận do thành tích phục vụ trong Thế Chiến II, và thêm ba Ngôi sao Chiến trận khác khi phục vụ trong Chiến tranh Triều Tiên.